# Scheurenhof
Die Ortschaft Scheurenhof ist ein Ortsteil der Gemeinde Lindlar, Oberbergischen Kreis im Regierungsbezirk Köln in Nordrhein-Westfalen.

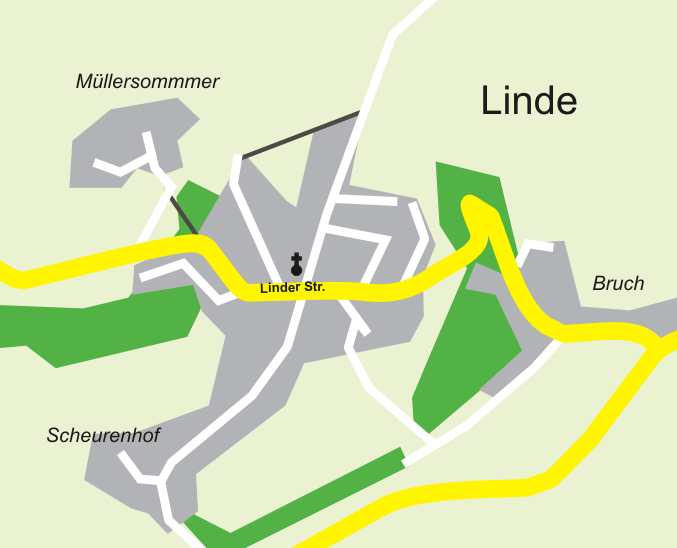
Karte der Ortschaften Linde, Bruch, Scheurenhof, Müllersommer

## Lage und Beschreibung
Scheurenhof liegt im westlichen Lindlar, unmittelbar südwestlich von Linde. Nachbarortschaften sind Quabach und Waldbruch.

## Geschichte
1467 wurde der Ort das erste Mal urkundlich erwähnt. Schreibweise der Erstnennung: schuyren.

## Sehenswürdigkeiten
Das Fachwerkhaus Scheuerhof 32 mit zugehörigem Backhaus ist ein unter der Nr. 221 gelistetes Baudenkmal der Gemeinde Lindlar. Der nahegelegene ehemalige Bahnhof Lindlar-Linde der ehemaligen Sülztalbahn ist ebenfalls ein eingetragenes Baudenkmal der Gemeinde Lindlar.

## Wanderwege
Die 2. Etappe des Bergischen Panoramasteiges zwischen Lindlar und Biesfeld führt durch den Ort. Der Sülzbahnsteig tangiert den südlichen Rand der Ortschaft und führt hier zum ehemaligen Bahnhof Lindlar-Linde.

## Busverbindungen
ÖPNV
Die VRS Linie 335 (OVAG) ist über die Haltestelle Linde erreichbar.

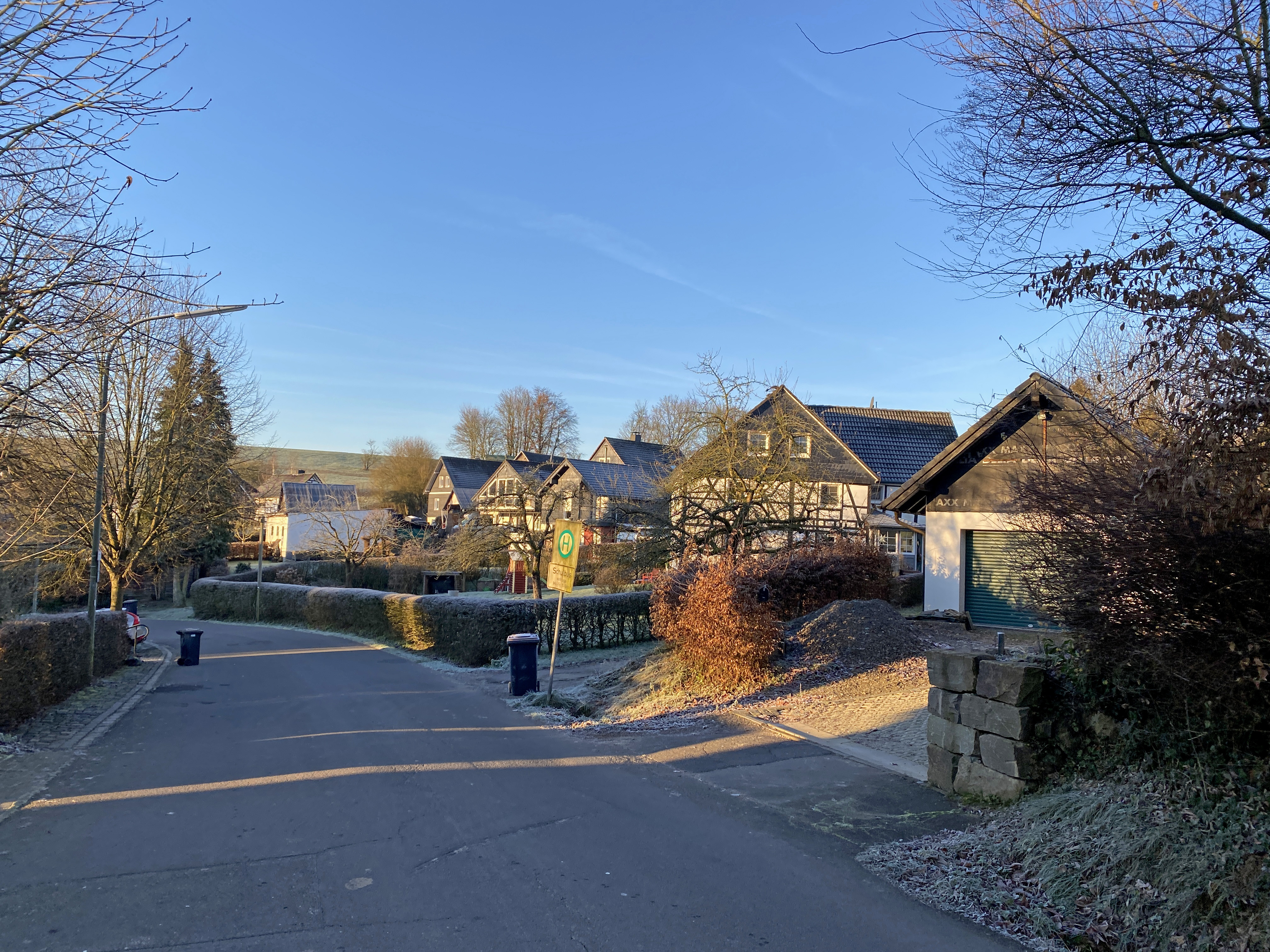
Scheurenhof
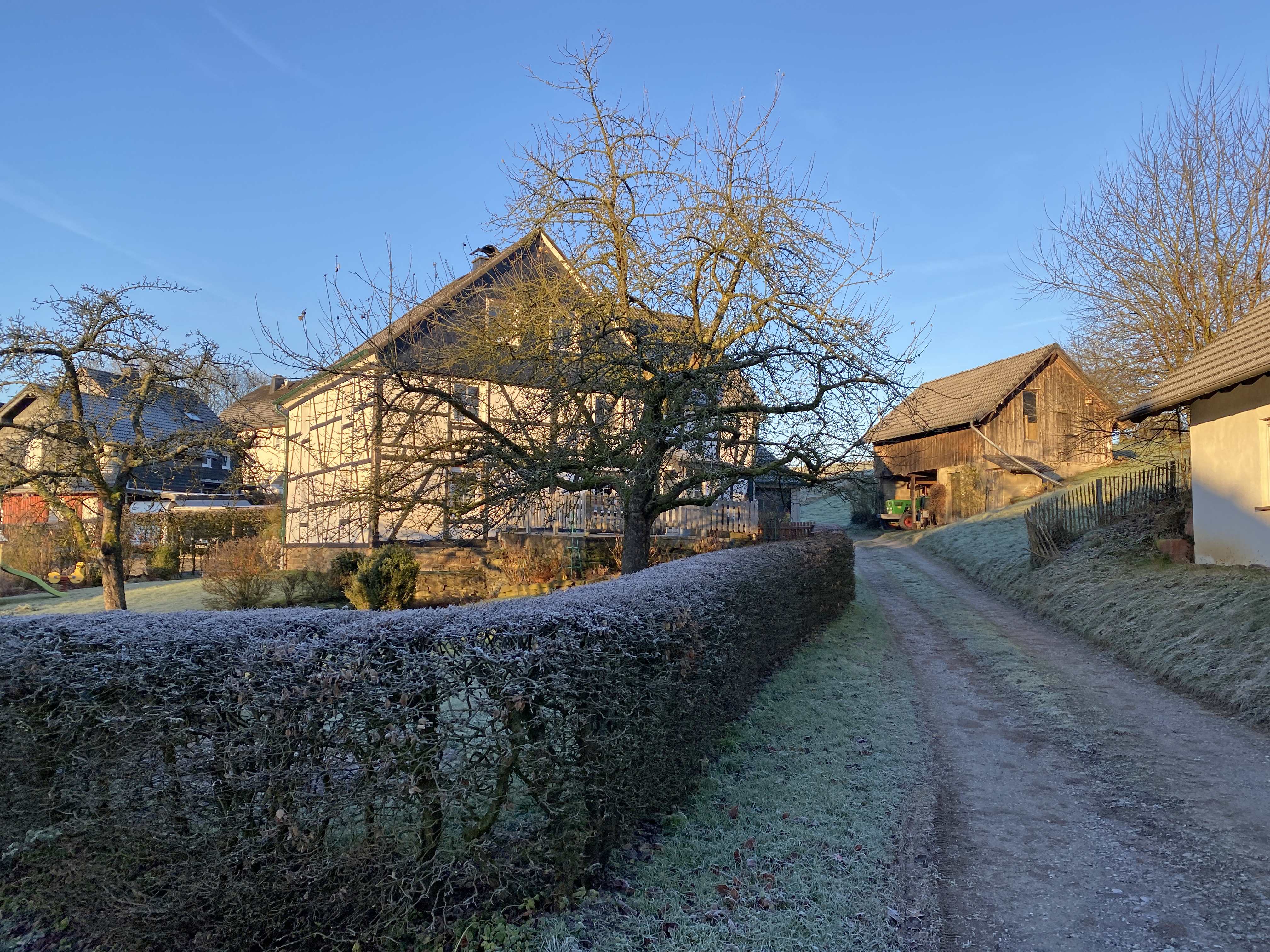
Alte Bausubstanz
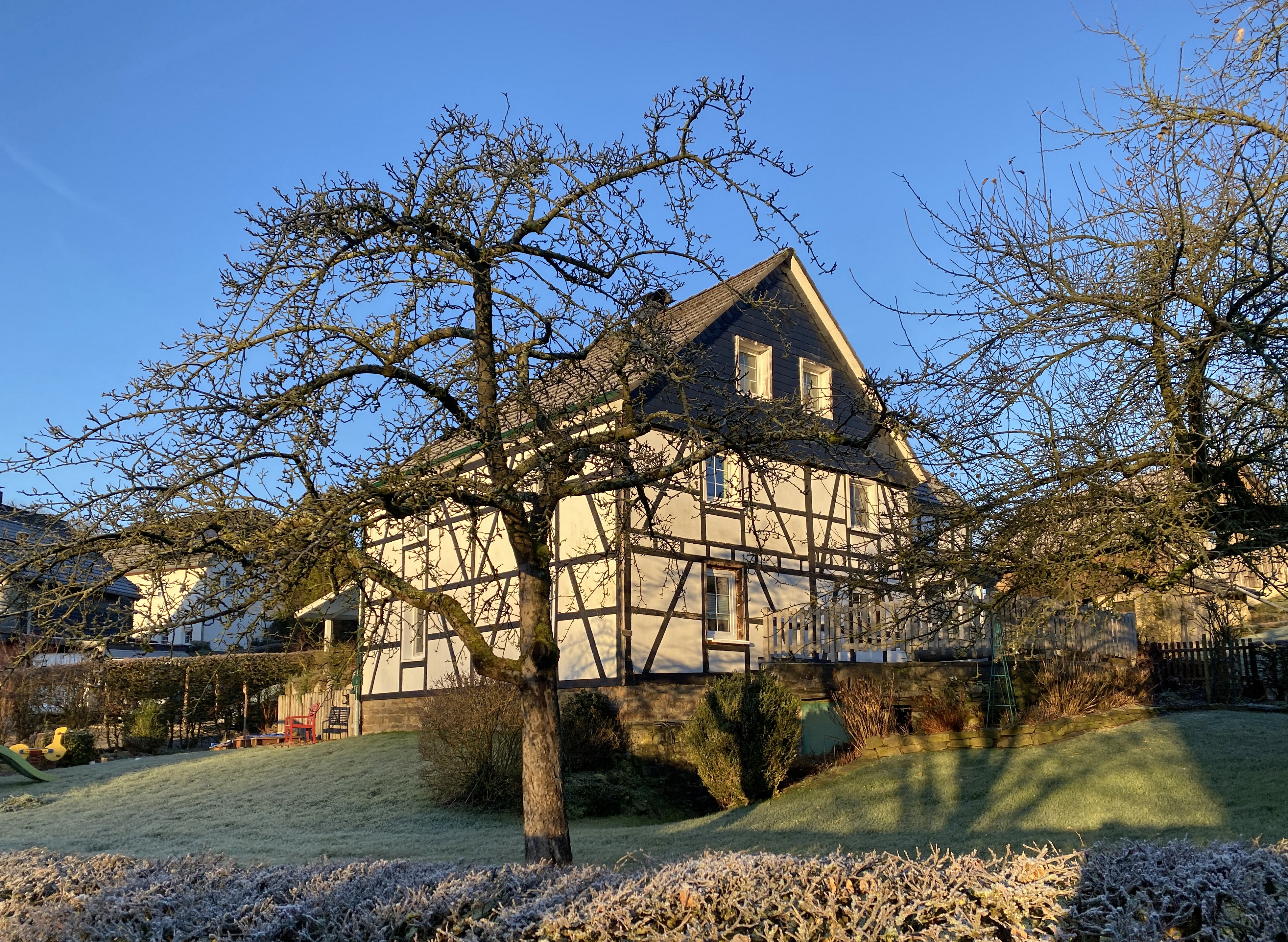
Fachwerkhaus Scheurenhof 6